# Ferrovia West Ealing-Greenford
La ferrovia West Ealing-Greenford (in inglese Greenford branch line) è una linea ferroviaria britannica che collega il quartiere di West Ealing al quartiere di Greenford, situati nel borgo londinese di Ealing.

## Caratteristiche
La linea è a scartamento ferroviario di tipo ordinario a 1435 mm.

### Percorso
| Unknown route-map component "CONT4+f" |

| Station on track |

|  | Junction both to and from left | Unknown route-map component "CONTf@Fq" |

| Stop on track |

| Enter and exit tunnel |

| Stop on track |

| Transverse water | Unknown route-map component "hKRZWae" | Transverse water |

| Stop on track |

| Unknown route-map component "RP4q" | Unknown route-map component "SKRZ-G4o" | Unknown route-map component "RP4q" |

| + Unknown route-map component "CONT2" | + Unknown route-map component "uCONT4+2" + Unknown route-map component "STRc23" | + Unknown route-map component "ABZg3" |  |  |

| linea Central   |
| linea per Acton |

| + Unknown route-map component "STRc1" | + Unknown route-map component "WYE+14" | + Straight track + Unknown route-map component "uSTR+4" + Unknown route-map component "nSTR" + Unknown route-map component "STRc4" |  |  |

|  | + Straight track | + Urban straight track + Unknown route-map component "nSTR" |  |  |

|  | + Unknown route-map component "eXBHF-L" | + Unknown route-map component "uXBHF-R" + Unknown route-map component "nKHSTe" |  |  |

| Continuation forward | Unknown route-map component "uCONTf@F" |  |

| linea per Northolt |
| linea Central      |

La ferrovia West Ealing-Greenford corre in direzione nord, separandosi da un incrocio triangolare con la Great Western Main Line a ovest di West Ealing fino a un binario centrale della stazione di Greenford, dove si interscambia con la linea Central della metropolitana di Londra.
Tramite un altro raccordo triangolare vicino a Greenford, la linea si collega alla ferrovia Acton-Northolt.

## Traffico
Lungo questa linea ferroviaria circolano servizi di tipo suburbano gestiti dalla società Great Western Railway. I treni della linea terminano a West Ealing, fatta eccezione per un servizio proveniente da Paddington all'inizio della giornata e diretto a Paddington alla fine della giornata.
Dal 10 dicembre 2018 al 7 dicembre 2022 esisteva un servizio parlamentare gestito dalla società Chiltern Railways che, nei giorni feriali, partiva da South Ruislip e percorreva la linea senza fermate fino a West Ealing, prima di tornare a West Ruislip. In precedenza operava fino a High Wycombe, ma è stato poi ridotto. È diventato successivamente unidirezionale da West Ealing a West Ruislip, circolando una volta alla settimana il mercoledì mattina prima di essere sostituito da un servizio automobilistico a partire dal 7 dicembre 2022.
Tutti i servizi sono effettuati con treni turbodiesel della Classe 165 a due carrozze. Non esiste un servizio domenicale.